# Олександр Буздуган
Олександр Буздуган (нар. 6 квітня 1995, Новоселиця) — український волейболіст, догравальник, гравець румунського клубу «Залеу».

## Життєпис
Грав в українських клубах «Барком-Кажани» (Львів, 2012—2016), «МХП-Вінниця» (2019—2020), «Епіцентр-Подоляни» (2020—2021), «Житичі-Поліський університет» (2021—2022), латвійському ВК «Поліурс» (Озолнієкі, 2016—2017, на правах оренди), казахстанському ВК «Алтай» (2017—2019).

### Досягнення
- володар Суперкубка України 2021[1]
- віцечемпіон України 2021[2]

Особисті
- найкращий гравець Суперкубка України 2021[3],
- найкращий гравець Чемпіонату України (вища ліга) 2019—2020[4]